# Artabotrys dahomensis
Artabotrys dahomensis Engl. & Diels – gatunek rośliny z rodziny flaszowcowatych (Annonaceae Juss.). Występuje naturalnie w Beninie oraz południowej części Nigerii. 

## Morfologia
PokrójZimozielony krzew o pnących pędach.
LiścieMają kształt od owalnego do prawie okrągłego. Mierzą 4–8 cm długości oraz 2,5–4 cm szerokości. Są owłosione od spodu. Nasada liścia jest rozwarta. Wierzchołek jest krótko spiczasty.
KwiatyZebrane w kwiatostany. Rozwijają się w kątach pędów. Płatki mają kształt od równowąskiego do lancetowatego, osiągają do 9–15 mm długości.